# ディスカバリー海峡
ディスカバリー海峡は、バンクーバー島とその東側のディスカバリー諸島クアドラ島、ソノラ島との間の海域。北はジョンストン海峡、南はジョージア海峡につながる。名称はジョージ・バンクーバーにより彼の船ディスカバリーにちなんで名づけられた。長さは25km、幅はおよそ2kmである。